# Phyllodesmium
Phyllodesmium Ehrenberg, 1831 è un genere di molluschi nudibranchi della famiglia Myrrhinidae.

## Tassonomia
Comprende le seguenti specie:
- Phyllodesmium acanthorhinum Moore & Gosliner, 2014
- Phyllodesmium briareum Bergh, 1896
- Phyllodesmium colemani Rudman, 1991
- Phyllodesmium crypticum Rudman, 1981
- Phyllodesmium fastuosum Ehrenberg, 1831
- Phyllodesmium guamensis Avila, Ballesteros, Slattery, Starmer, & Paul, 1998
- Phyllodesmium horridum (Macnae, 1954)
- Phyllodesmium hyalinum Ehrenberg, 1831 - specie tipo
- Phyllodesmium iriomotense Baba, 1991
- Phyllodesmium jakobsenae Burghardt & Wägele, 2004
- Phyllodesmium kabiranum Baba, 1991
- Phyllodesmium karenae Moore & Gosliner, 2009
- Phyllodesmium koehleri Burghardt, Schrödl & Wägele, 2008
- Phyllodesmium lembehense Burghardt, Schrödl & Wägele, 2008
- Phyllodesmium lizardense Burghardt, Schrödl & Wägele, 2008
- Phyllodesmium longicirrum (Bergh, 1905)
- Phyllodesmium macphersonae (Burn, 1962)
- Phyllodesmium magnum Rudman, 1991
- Phyllodesmium opalescens Rudman, 1991
- Phyllodesmium parangatum Ortiz & Gosliner, 2003
- Phyllodesmium pecten Rudman, 1981
- Phyllodesmium pinnatum Moore & Gosliner, 2009
- Phyllodesmium poindimiei (Risbec, 1928)
- Phyllodesmium rudmani Burghardt & Gosliner, 2006
- Phyllodesmium serratum (Baba, 1949)
- Phyllodesmium tuberculatum Moore & Gosliner, 2009
- Phyllodesmium undulatum Moore & Gosliner, 2014